# Falcunculus
Falcunculus (česky pištec, toto jméno se však používá i pro jiné rody ptáků) je rod pěvců, jediný zástupce čeledi Falcunculidae.

## Systematika
Za popisnou autoritu rodu Falcunculus je pokládán francouzský ornitolog Louis Pierre Vieillot (1816). Historicky byl rod Falcunculus klasifikován v různých ptačích čeledích, typicky v rámci problematického sběrného taxonu pištcovitých (Pachycephalidae), jenž od nástupu molekulární fylogenetiky prodělal výrazné proměny vnitřního členění. Současný systém jej klasifikuje jakožto jediného zástupce v rámci samostatné čeledi Falcunculidae (IOC v14.1), ve starších systémech případně zahrnující i jiné rody, například Eulacestoma.
Rod Falcunculus se odvozuje v rámci korvidních zpěvných, nicméně příbuzenské vztahy s ostatními liniemi zůstávají nejasné. Molekulárně-fylogenetická studie z roku 2019 tyto pištce sdružuje s čeleděmi Pachycephalidae, Psophodidae, Eulacestomatidae, Oreoicidae, Paramythiidae, Vireonidae a Oriolidae v rámci kladu Orioloidea.
Rod Falcunculus zahrnuje tři druhy s následujícím areálem výskytu:
- Falcunculus whitei Campbell, 1910 – severozápadní a střední Austrálie;
- Falcunculus leucogaster Gould, 1838 – jihozápadní Austrálie;
- pištec sokolí (Falcunculus frontatus) (Latham, 1801) – východní a jihovýchodní Austrálie.

Tyto tři druhy však často vystupují jako poddruhy pištce sokolího (Falcunculus frontatus).

## Popis
Pištci rodu Falcunculus představují středně velké ptáky vejčitého tvaru těla s mohutnou hlavou, krátkým krkem, středně dlouhými křídly a ocasem a tlustým, na konci zahrnutým zobákem. Zbarvení na hřbetě je zelenavé, na spodních partiích spíše žlutavé, obličej vyniká černo-bílou pruhovanou maskou. Na hlavě je patrná chocholka. Velikost činí 16 až 19 cm, tělesná hmotnost pak 27 až 33 g.
Přirozená stanoviště představují eukalyptové porosty, otevřené lesy, příbřežní porosty, občas deštné lesy, a to až do nadmořské výšky asi 1 200 m. Potravu tvoří především hmyz a jiní bezobratlí, dílem i semena a jiné rostlinné produkty. K lovu kořisti skryté pod stromovou kůrou pištcům napomáhá mohutný zobák, občas mohou využívat i větvičky jako nástroje k sondování. Pištci rodu Falcunculus představují monogamní pěvce s biparentální péčí, nicméně stavbu hnízda i inkubaci většinou zajišťuje pouze samice. Hnízdo představuje šálkovitou stavbu z kůry a suché trávy zvenčí pospojovanou pavučinami, ptáci si jej typicky budují ve vidlicích větví asi 6–15 m nad zemí. Samice kladou 2 až 3 bílá, skvrnitá vajíčka, inkubační doba trvá 18–20 dní a mláďata na hnízdě stráví 15–17 dní, několik dalších měsíců však využívají rodičovské péče. Na péči o mláďata se může podílet i potomstvo z předchozí snůšky. Během hnízdění i po většinu roku jsou pištci teritoriální, ozývají se vysokým hvízdáním.